# Tritomegas bicolor
Espèce
Tritomegas bicolor, la punaise pie ou punaise noire à quatre taches blanches, est une espèce d’insectes hémiptères de la famille des Cydnidae.
Synonyme :
- Sehirus bicolor (Linnaeus, 1758)

## Biologie
Sa coloration assez particulière lui permet d'être facilement reconnaissable en Grande-Bretagne, où il n’existe pas d’autres représentants de ce genre pouvant mettre en doute une identification formelle. Toutefois, en traversant la Manche, l’espèce Tritomegas sexmaculatus ne se différenciant de T. bicolor que par ses taches blanches plus allongées sur le pronotum, la distinction peut être plus ardue. Ses plantes hôtes sont des Lamiaceae comme les lamiers et la ballote.

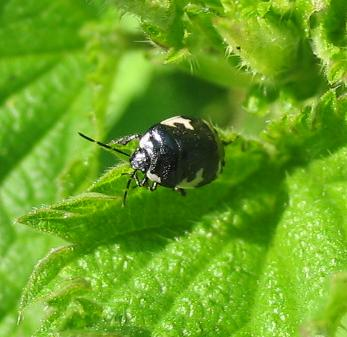
Les taches blanches de T. bicolor ne dépassent jamais la moitié du pronotum.
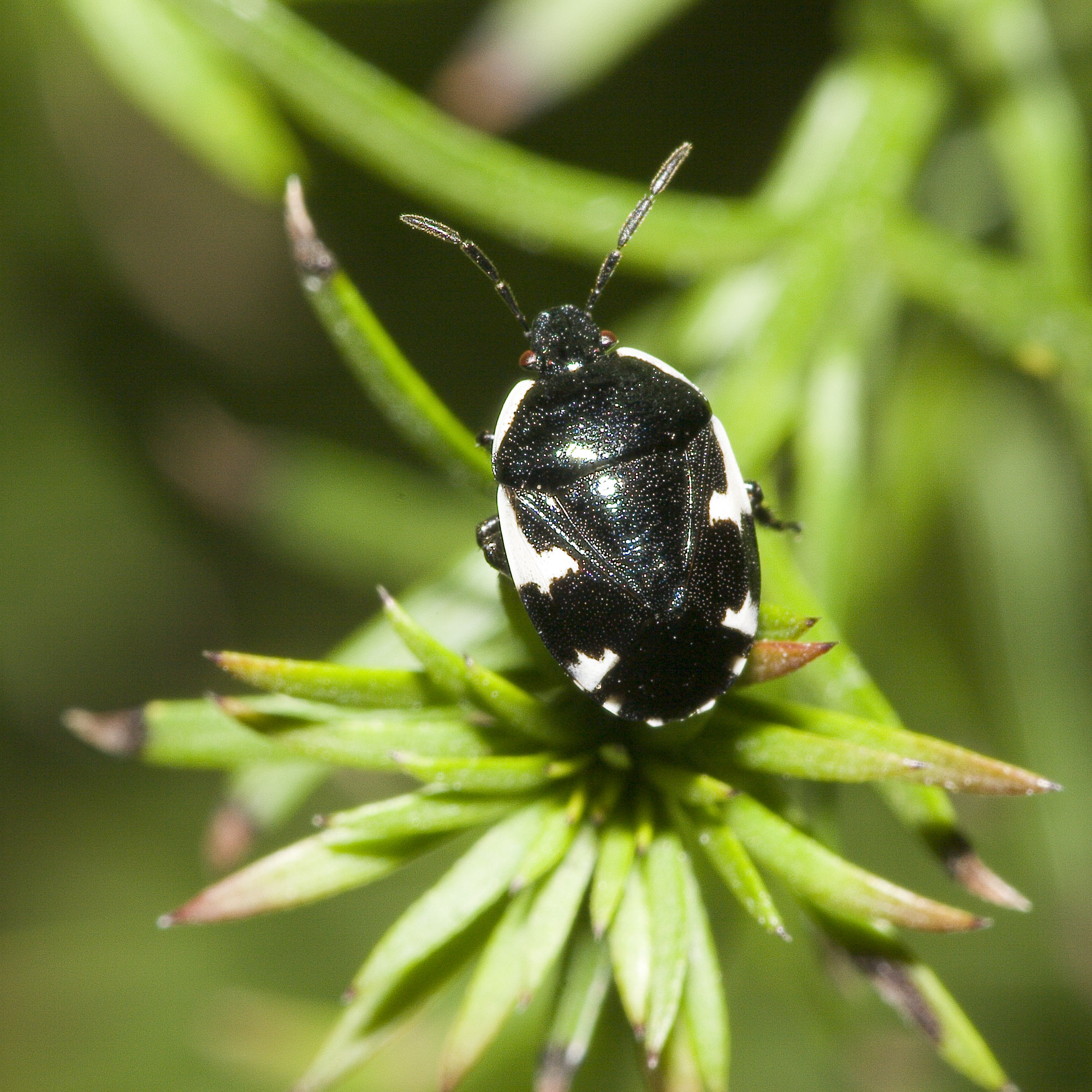
Tritomegas sexmaculatus : reconnaissable à ses taches blanches allongées sur presque toute la longueur du pronotum.